# Velocitat d'escapament (pel·lícula)
Velocitat d'escapament (títol original: Escape Velocity) és una pel·lícula canadenca dirigida per Lloyd A. Simandl, estrenada el 1998. Ha estat doblada al català. El rodatge s'ha desenrotllat a Mílín, a la República Txeca.

## Argument
Un astronauta psicòtic és enviat a un laboratori perdut al mig de l'espai, on es troba ja un científic, la seva dona i la seva filla. Com funcionarà la cohabitació entre aquestes quatre persones tant diferents?

## Repartiment
- Wendy Crewson: Billie, la mare de Ronnie
- Patrick Bergin: Cal, el capità del Harbinger
- Peter Outerbridge: Lee Nash / Carter
- Michelle Beaudoin: Ronnie / Veronica
- Patrik Stanek: Jansen, un presoner
- Pavel Bezdek: Lars, un presoner
- Emil Linka: Glenn, un presoner
- Gerard Whelan: Liam, un presoner
- David Nykl: Russell, el sacerdot
- Robert Russell: Mesa Verde, un vigilant
- Mike McGuffie: el botxí